# Editora Bonnier
A Editora Bonnier - em sueco Albert Bonniers förlag - é uma editora sueca fundada em 1837 por Albert Bonnier. Faz parte do grupo editorial sueco Bonnier AB.

A editora aposta em obras literárias suecas e estrangeiras, editando uma média de 100 livros por ano.